# Vic Elford
Victor »Vic« Henry Elford, britanski dirkač Formule 1, * 10. junij 1935, London, Anglija, Združeno kraljestvo.

## Življenjepis
Elford je upokojeni britanski dirkač Formule 1. Debitiral je v sezoni 1968 in že na svoji prvi dirki za Veliko nagrado Francije je dosegel četrto mesto, kar je njegova najboljša uvrstitev v karieri. V sezoni je ob kar štirih odstopih na sedmih dirkah dosegel uvrstitev med dobitnike točk še na dirki za Veliko nagrado Kanade, kjer je zasedel peto mesto. V naslednji sezoni 1969 je nastopil na petih dirkah, na katerih je dosegel dve uvrstitvi med dobitnike točk, peto mesto na dirki za Veliko nagrado Francije in šesto mesto na domači dirki za Veliko nagrado Velike Britanije. Zadnjič je v Formuli 1 nastopil na dirki za Veliko nagrado Nemčije v sezoni 1971, kjer je bil z enajstim mestom daleč od točk.

## Popolni rezultati Formule 1
(legenda) (odebeljene dirke pomenijo najboljši štartni položaj, poševne pa najhitrejši krog, †-uvrščen kljub odstopu)
| Leto | Moštvo                          | Šasija      | Motor    | 1   | 2   | 3     | 4      | 5     | 6     | 7       | 8       | 9       | 10    | 11      | 12    | Prv | Toč |
| ---- | ------------------------------- | ----------- | -------- | --- | --- | ----- | ------ | ----- | ----- | ------- | ------- | ------- | ----- | ------- | ----- | --- | --- |
| 1968 | Cooper Car Company              | Cooper T86B | BRM      | JAR | ŠPA | MON   | BEL    | NIZ   | FRA 4 | VB Ret  | NEM Ret | ITA Ret | KAN 5 | ZDA Ret | MEH 8 | 18. | 5   |
| 1969 | Antique Automobiles Racing Team | Cooper T86B | Maserati | JAR | ŠPA | MON 7 |        |       |       |         |         |         |       |         |       | 14. | 3   |
| 1969 | Antique Automobiles Racing Team | McLaren M7B | Ford     |     |     |       | NIZ 10 | FRA 5 | VB 6  | NEM Ret | ITA     | KAN     | ZDA   | MEH     |       | 14. | 3   |
| 1971 | Yardley Team BRM                | BRM P160    | BRM      | JAR | ŠPA | MON   | NIZ    | FRA   | VB    | NEM 11  | AVT     | ITA     | KAN   | ZDA     |       | 31. | 0   |